# 1060

## Esdeveniments

### Països Catalans
- Tortosa: Al-Múqtadir annexiona la Taifa de Tortosa a la Taifa de Saragossa.

### Món
- Maig - Tàrent, Pulla (Imperi Romà d'Orient): Robert Guiscard lidera els normands en la presa de Tàrent.
- Octubre - Tàrent, Pulla (Comtat de la Pulla i Calàbria): l'armada romana d'Orient venç els normands i entra a Tàrent.
- El Cid és nomenat cavaller.
- Historiografia: crònica xinesa sobre la dinastia Tang.

## Necrològiques
- 4 d'agost - Orleans: Enric I, rei de França.
- Emund el Vell, rei de Suècia.